# 8535 Pellesvanslös
8535 Pellesvanslös este un asteroid din centura principală de asteroizi.

## Descriere
8535 Pellesvanslös este un asteroid din centura principală de asteroizi. A fost descoperit pe 21 martie 1993 la Observatorul La Silla de Claes-Ingvar Lagerkvist. Asteroidul prezintă o orbită caracterizată de o semiaxă mare de 3,15 ua, o excentricitate de 0,16 și o înclinație de 0,6° în raport cu ecliptica.